# Episodi di Freud

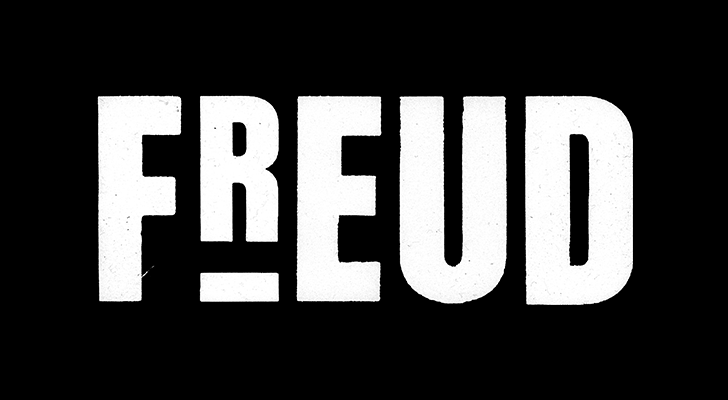
Logo della stagione

I primi tre episodi della prima stagione della serie televisiva Freud sono stati trasmessi in prima visione il 24 febbraio 2020, durante la settantesima edizione del Festival internazionale del cinema di Berlino. La prima stagione è stata trasmessa dall'emittente televisiva austriaca ORF dal 15 al 22 marzo 2020.
In Italia, la stagione è stata distribuita da Netflix il 23 marzo 2020.
I titoli degli otto episodi della prima stagione si ispirano ai lavori di Sigmund Freud e alle tematiche della psicoanalisi da lui fondata.
| nº | Titolo originale | Titolo italiano | Prima TV Austria | Pubblicazione Italia |
| -- | ---------------- | --------------- | ---------------- | -------------------- |
| 1  | Hysterie         | Isteria         | 15 marzo 2020    | 23 marzo 2020        |
| 2  | Trauma           | Trauma          | 15 marzo 2020    | 23 marzo 2020        |
| 3  | Somnambul        | Sonnambulismo   | 18 marzo 2020    | 23 marzo 2020        |
| 4  | Totem und Tabu   | Totem e Tabù    | 18 marzo 2020    | 23 marzo 2020        |
| 5  | Trieb            | Desiderio       | 18 marzo 2020    | 23 marzo 2020        |
| 6  | Regression       | Regressione     | 22 marzo 2020    | 23 marzo 2020        |
| 7  | Katharsis        | Catarsi         | 22 marzo 2020    | 23 marzo 2020        |
| 8  | Verdrängung      | Rimozione       | 22 marzo 2020    | 23 marzo 2020        |

## Isteria
- Titolo originale: Hysterie
- Diretto da: Marvin Kren
- Scritto da: Stefan Brunner, Benjamin Hessler, Marvin Kren
- Durata: 57 minuti

### Trama
Il trentenne Sigmund Freud, di ritorno dalla clinica psichiatrica dell'ospedale Salpêtrière, diretta dal noto Jean-Martin Charcot, è intenzionato a presentare l'ipnosi, appresa in Francia, ai principali esponenti dell'ospedale psichiatrico di Vienna. Temendo un fallimento, organizza insieme alla governante Leonore una finta seduta ipnotica in cui finge di restituirle la voce grazie alla nuova tecnica. Lo stratagemma, tuttavia, non va a buon fine e Freud si ritrova deriso dal direttore, Theodor Meynert, e dai suoi colleghi, in particolare, Leopold von Schönfeld.
Intanto, l'ispettore Alfred Kiss e il fidato collega, Franz Poschacher, ritrovano il cadavere della giovane Steffi Horvath in casa di Heinz Konrad. L'assassino, nella notte, è entrato nella stanza della presunta prostituta, accoltellandole ripetutamente le parti intime. L'ispettore, nella confusione della stanza, trova una strana scatoletta e un bottone di un'uniforme che riconosce appartenere alle uniformi del quinto reggimento. Steffi, improvvisamente, rinviene. Kiss e Poschacher, senza indugi, si catapultano nella casa di Freud chiedendogli aiuto. Il giovane neurologo, preso alla sprovvista, tenta di fermare il sangue ma la donna, poco dopo, muore. Frustrato per non essere riuscito a salvare la vittima, Kiss si reca dal suo superiore, Oskar Janecek, mostrando il bottone come prova del coinvolgimento di un militare. Oskar non vuole sentire ragioni né indagare ulteriormente sul caso. L'ispettore non si arrende e continua ad investigare da solo. Gli indizi sembrano condurlo da un uomo che ha già conosciuto in passato, Georg von Lichtenberg. Spinto dall'amico e collega Arthur Schnitzler, Freud partecipa alla grande festa organizzata dalla contessa ungherese Sophia von Szápáry e dal conte Viktor von Szápáry, con l'intento di ampliare la sua cerchia di amicizie influenti e ristabilire il suo nome dopo il fallimento della discussione all'ospedale. Alla festa, è presente il suo principale detrattore, Leopold von Schönfeld, insieme alla madre, Henriette von Schönfeld. L'apice della festa arriva quando gli Szápáry richiamano l'attenzione degli invitati per iniziare una seduta spiritica guidata da una conturbate e misteriosa medium ungherese, Fleur Salomé. La giovane donna, dopo un'invocazione corale, viene posseduta dallo spirito del marito defunto di Henriette, sotto lo sguardo scettico di Leopold e quello sconcertato della sorellina Clara. Fleur, inspiegabilmente, entra in uno stato di trance profondo in cui vede la piccola Clara uscire dalla casa e, subito dopo, una figura mostruosa e cornuta.
Georg von Lichtenberg è tormentato dai dubbi che rivela in segreto al tenente Riedl. Ha visitato, la notte prima, Steffi Horvath ma non ricorda nient’altro. Ricorda solamente di essere tornato nella sua stanza ed aver trovato l'amico. Riedl tenta di tranquillizzarlo finché Georg lo bacia e si inginocchia ai suoi piedi iniziando una fellatio. I due vengono disturbati da Alfred Kiss che minaccia il militare, puntandogli un pugnale ai genitali e accusandolo di aver ucciso la donna.
Freud ritorna, insieme ad Arthur, in casa degli Szápáry per partecipare, suo malgrado, all'ennesima festa eccentrica dei due conti. Dopo aver bevuto un bicchiere di vino, entra in uno stato di stordimento e nella confusione finisce nella camera da letto di Fleur. In un primo momento, la donna lo accoglie bruscamente per poi proporgli di prenderla in cura a causa delle sue ossessioni e visioni. Freud coglie l'occasione per provare la tecnica ipnotica e seguire i consigli del suo mentore, il prof. Josef Breuer. Mettendo da parte l'orologio da taschino, che si era rivelato inutile per indurre l'ipnosi, applica il metodo di Breuer ovvero l'ipnosi tramite contatto. Fleur cade subito in uno stato di trance in cui vede Clara attraversare i canali delle fogne di Vienna accompagnata dal mostro cornuto della precedente visione. L'esperimento, tuttavia, è interrotto dagli Szápáry che, entrando nella stanza, scacciano Freud e tentano di svegliare Fleur dallo stato convulsivo in cui si trova. L'episodio si conclude con Freud che, sceso da una carrozza, si avvicina all'ingresso delle fognature, salvo allontanarsi poco dopo. Qualche secondo più tardi, si sente riecheggiare un grido.

## Trauma
- Titolo originale: Trauma
- Diretto da: Marvin Kren
- Scritto da: Stefan Brunner, Benjamin Hessler, Marvin Kren
- Durata: 55 minuti

### Trama
Sophia e Viktor von Szápáry ricevono la visita di una loro vecchia conoscenza, Caspari, che li ammonisce sulla decisione di appoggiare l'imperatore austriaco contro la libertà dell'Ungheria, ormai sottoposta e conquistata dall'Austria.
Nell'ospedale psichiatrico di Vienna, Freud tenta di persuadere Maynert sulla natura psichica dell'isteria di una nuova paziente, da lui ricoverata. Il direttore non vuole sentire ragioni sostenendo che l'isteria è una messinscena, una finzione. Freud si propone di usare la tecnica ipnotica per trattare la paralisi delle gambe e la cecità isterica della paziente ricevendo un sonoro rifiuto dal superiore e l'ordine di liberare il letto.
Dopo aver trangugiato una fetta di torta dimenticata dai parenti di un paziente dell'ospedale, Freud legge il giornale scoprendo che Clara von Schönfeld è scomparsa. Immediatamente, ricollega l'accaduto alla visione di Fleur durante la seduta ipnotica e decide, insieme ad Arthur, di intervenire.
Al commissariato di Vienna, Kiss e Poschacher raccolgono le deposizioni di alcuni testimoni della scomparsa di Clara che si rivelano essere dei pretesti per accaparrarsi la ricompensa. Poschacher avverte Kiss dell'arrivo di un telegramma. Il mittente anonimo consiglia all'ispettore di cercare la bambina nelle fogne di Vienna. I due poliziotti si recano sul posto, seguiti da Freud ed Arthur. Dopo una prima ricerca infruttuosa, Kiss riconosce il cane di Clara in braccio ad un bambino che vive nelle fogne insieme ad altri accattoni. Il bambino, spinto da una ricompensa in denaro, guida i due poliziotti nei cunicoli rivelando di aver visto, la scorsa notte, un uomo biondo con una cicatrice che Kiss riconduce a Georg. In uno dei cunicoli, Kiss trova la piccola Clara, legata e torturata. La bambina è ancora viva ma sta morendo soffocata. Freud si rivela ed interviene liberando la gola di Clara che era ostruita da un dito mozzato che si scopre essere uno di quelli recisi dal suo piede. Arthur giustifica la loro presenza mentendo sul fatto che fossero nelle fogne per dare assistenza medica gratuita agli accattoni.
Leopold e Henriette von Schönfeld si recano all'ospedale psichiatrico dove è ricoverata Clara, viva ma completamente catatonica. Henriette sembra negare la condizione della figlia tanto da far esplodere Leopold che la allontana dalla stanza. Freud si propone di seguire il caso di Clara con l'ipnosi ma Meynart e Leopold non acconsentono e gli proibiscono di avvicinarsi alla bambina. Kiss è tormentato da un profondo dolore alla mano, simile ad un crampo. Il disturbo sembra protrarsi dalla guerra. In caserma, lo mettono in guardia dal mettersi contro Georg perché protetto dal padre, il temuto feldmaresciallo Franz von Lichtenberg, braccio destro dell'Imperatore. Di ritorno a casa, incontra la nuora Fanny e le due nipotine.
Freud è in ritardo per una commemorazione ebraica della famiglia. La prima ad accoglierlo è la madre, Amalia Freud, che sembra molto comprensiva ed affettuosa nei confronti del figlio. Durante il rituale ebraico, Freud esorta il cognato a restituirgli la somma prestata mentre la sorella Anna lo punzecchia sul mancato matrimonio con la fidanzata Martha Bernays e sugli insuccessi lavorativi.
Kiss affonda i dispiaceri, del passato e del presente, passando la notte in una osteria dove incontra Georg e Riedl. Il primo non perde occasione per offendere Kiss rivangando vecchi rancori durante la guerra. Kiss reagisce accusando pubblicamente Georg dell'omicidio di Steffi. Georg reagisce sfidandolo a duello per il giorno seguente. Kiss accetta ma teme di non poterlo affrontare ad armi pari a causa della mano menomata e tremolante.
Il padre di Georg richiama il figlio chiedendogli spiegazioni sul duello, imponendogli di annullarlo, e sull'omicidio. Georg confessa di non essere sicuro della sua innocenza. Il padre, a questo punto, cambia idea e gli ordina di vincere il duello.
Freud tenta nuovamente di convincere Leopold a lasciargli il caso di Clara ma il collega, disperato dalle condizioni della sorellina, rifiuta e opta per l'idroterapia. Intanto, Henriette impone a Meynert di lasciare che Fleur tratti, con le sue doti, la figlioletta. Il direttore, impossibilitato a rifiutare, lascia alla medium carta bianca. Fleur avverte Henriette che vuole essere assistita da Freud. Entrati nella stanza di Clara, Freud tenta di ipnotizzare la bambina ma, inspiegabilmente, Fleur cade in trance come se fosse stata ipnotizzata al suo posto. Durante la trance, vede Clara nelle fogne e l'omicida incombere su di lei con un bisturi. Esorata da Freud, guarda in faccia l'aguzzino ricoperto di sangue che si rivela essere Leopold.
Durante l'ennesima serata in un'osteria, Kiss origlia un discorso fatto da Leonore sulle abilità di Freud con l'ipnosi. Decide, quindi, di rivolgersi a lui per risolvere il problema alla mano. Sotto ipnosi, Kiss torna indietro, ai tempi della guerra. Vede Georg ordinargli di uccidere alcuni prigionieri nudi. Kiss si ribella ma Georg lo minaccia, facendo ricorso alla sua autorità militare. Freud suggerisce di uccidere, nel ricordo, Georg al posto dei prigionieri. Kiss esegue e si risveglia senza il problema alla mano.

## Sonnambulismo
- Titolo originale: Somnambul
- Diretto da: Marvin Kren
- Scritto da: Stefan Brunner, Benjamin Hessler, Marvin Kren
- Durata: 55 minuti

### Trama
Martha sogna Freud mentre si sta gettando dalla finestra. Risvegliatasi, madida di sudore, rivela alla madre di volerlo raggiungere a Vienna. Kiss e Georg iniziano il duello sotto lo sguardo attento di un giudice e due testimoni, Freud e Riedl. Georg spara per primo ma manca il bersaglio. Kiss, forte del ritrovato controllo della mano, punta in basso colpendo Georg alle gambe e recidendogli un'arteria che lo uccide istantaneamente. Riedl, in preda alla disperazione, minaccia Kiss ma viene fermato dal giudice che gli ricorda la regolarità del duello. La contessa Sophia va in visita dai von Schönfeld per scusarsi delle accuse rivolte da Fleur a Leopold. Henriette le accetta di buon grado mentre Leopold li giustifica con la pazzia della donna. Mentre sta per commiatarsi, la contessa si avvina a Leopold e con un tocco ipnotico gli ordina di uccidersi. Leopold ubbidisce e tornato dalla sorellina, ricoverata nell'ospedale, davanti al suo letto, porta il bisturi al collo pronto a porre fine alla sua vita. Inaspettatamente, però, si risveglia dall'ipnosi ed abbandona la stanza. Freud, avendo notato lo strano atteggiamento di Leopold, decide di seguirlo fino all'osteria dove Riedl sta commemorando l'amante defunto come un eroe. Leopold, stordito dallo stato ipnotico, si versa un boccale di birra sulla testa ed inizia ad intonare una canzone patriottica seguito dagli altri militari. Fleur, soggiogata dal condizionamento ipnotico di Sophia, si prepara per una nuova festa organizzata dagli Szápárys, alla quale prenderà parte il principe ereditario Rudolf, centro delle macchinazioni dei due conti. Inscenando un rito macabro sulla mummia di un bambino, Fleur avvicina il principe al quale fa bere un intruglio che passa anche al cantante lirico Frantisek Mucha, particolarmente stimato dall'imperatore. Nel momento in cui Mucha beve, Fleur entra in trance e si vede seduta ad un tavolo imbandito mentre un terribile individuo ricoperto di sangue sta addentando al collo gli altri due commensali. La trance è così forte che non le permette di continuare, perciò, viene portata nella sua stanza. Ciononostante, l'obiettivo di Sophia viene raggiunto. Il principe Rudolf ha notato Fleur e chiede di vederla dopo la festa. Freud, intanto, si confronta con Breuer sullo stato mentale di Leopold, fra sonnambulismo ed ipnosi. Il professore confessa di non aver mai sentito nulla di simile. Gli Szápárys, insieme al principe, entrano nella stanza di Fleur ma lei è sparita. Ricompare alla porta di Freud chiedendo di essere nuovamente ipnotizzata da lui. In trance, si vede bambina mentre gli austriaci stanno distruggendo il suo villaggio in Ungheria. Poi, ritorna alla scena dei commensali. Segue l'assassino che la nota e si mette a cantare. Freud capisce che si tratta di Mucha. Dopo aver convinto Kiss a fare un sopralluogo a casa del cantante, salvando l'ispettore dal tentativo di Riedl di vendicare la morte di Georg, insieme a Fleur e Poschacher, ritrova i cadaveri della visione e Mucha in uno stato di ipno-sonnambulismo. Fleur ha una strana visione in cui vede Sophia ipnotizzarla ma non riesce a riconoscerla e proietta la sensazione di rigetto su Freud. Ritornata a casa viene intercettata da Sophia che respinge rinchiudendosi nella sua stanza. La contessa, stanca dell'influsso che Freud sta avendo su Fleur, decide di intervenire. Quindi, si reca a casa di Freud col pretesto di soffrire di un dolore al braccio che non ha cause fisiche ma psichiche. Freud accetta di trattarla con l'ipnosi ma la contessa, sfruttando il contatto, lo ipnotizza e gli ordina di uccidersi.

## Totem e Tabù
- Titolo originale: Totem und Tabu
- Diretto da: Marvin Kren
- Scritto da: Stefan Brunner, Benjamin Hessler, Marvin Kren
- Durata: 51 minuti

### Trama
Freud è sotto l'effetto del comando post-ipnotico di Sophia. Come ordinatogli, tenta di uccidersi buttandosi dalla finestra. Il suo inconscio sembra ribellarsi al comando e, sfruttando alcune figure care come la madre, tenta di convincerlo a rinunciare. Dopo una lotta interna fra suggestione ipnotica e istinto di sopravvivenza, Freud abbandona il proposito di uccidersi. Gli Szápárys discutono sugli ultimi eventi, in particolare sull'arresto di Mucha e sul loro coinvolgimento nel rapimento di Clara, senza sapere che Fleur li sta ascoltando. La discussione è interrotta dall'arrivo del principe Rudolf che chiede al conte Viktor di presentarsi a palazzo con Fleur. Il conte accetta di buon grado. Freud si reca nella prigione dell'ospedale psichiatrico di Vienna per interrogare Mucha che pare abbia passato la notte cantando. Il cantante è in uno stato di completa assenza. Qui, Freud incontra Leopold e gli chiede di parlare in privato, sperando di potergli rivelare quanto appreso sullo stato ipno-sonnambolico, ma il collega rimanda la conversazione in un evidente stato confusionale. Fleur è barricata nella sua camera, ormai cosciente della manipolazione di Sophia. Viktor, sfruttando uno stratagemma, riesce ad entrare nella camera e a costringere Fleur a collaborare. La contessa interviene ed ordina di liberarla. Promette a Fleur di lasciarla andare se parteciperà, per l'ultima volta, al loro piano. Fleur accetta. Il bambino delle fogne viene interrogato da Kiss e Poschacher sull'identità dell'uomo biondo. Il bambino non riconosce l'assassino in Georg ma in Leopold. I due poliziotti, perciò, si recano all'ospedale psichiatrico e, sotto consiglio di Freud, fanno irruzione nella casa di Leopold ma l'uomo è già morto suicida. Freud, dietro una fotografia di Clara e Henriette, trova uno strano simbolo disegnato col sangue. Kiss e Freud tornano da Mucha, in prigione. Freud deduce che il cantante è sotto ipnosi e che potrà risvegliarsi soltanto sentendo la parola d’ordine concepita dall'ipnotista. Kiss, in preda ai sensi di colpa, racconta a Freud il vero motivo alla base dell'odio contro Georg. Durante la guerra, suo figlio Otto fu scoperto a disertare e, quindi, condannato a morte. Kiss, venendolo a sapere, supplicò Georg di risparmiarlo. Georg propose a Kiss un patto: se avesse ucciso alcuni prigionieri inermi, avrebbe risparmiato il figlio. Kiss acconsente e, a fatica, inizia a giustiziare i prigionieri. Otto interviene e chiede al padre di farlo al suo posto, per guadagnarsi la libertà. Kiss gli consegna la pistola ma Otto si spara in bocca. Riedl assolda Heinz Konrad per uccidere Kiss, pagandolo profumatamente. Fleur, in stato ipnotico, incontra il principe Rudolf, il quale tenta di stuprarla, sicuro del patto stretto con Viktor. Durante la colluttazione, in Fleur si risveglia un potente istinto bestiale che tramortisce il principe. Libera dalla morsa dello stupratore, Fleur scappa nelle strade di Vienna, ipnotizzando e costringendo al suicidio chiunque incontri. Freud, ritornato da una riunione di famiglia, vede Fleur accovacciata davanti al portone del suo palazzo. La donna è ferita e ha un atteggiamento strano, disinibito. Dopo averla medicata, cede alle insistenti avances della donna.

## Desiderio
- Titolo originale: Trieb
- Diretto da: Marvin Kren
- Scritto da: Stefan Brunner, Benjamin Hessler, Marvin Kren
- Durata: 55 minuti

### Trama
Fleur, in sogno, ricorda l'assalto al suo villaggio da parte degli austriaci e un uomo nudo, ricoperto di sangue, che sventola una testa mozzata come trofeo. Risvegliatasi, nuda ed impaurita, vede Freud seduto su una sedia ed intento a fissarla. Freud le chiede chi è "Táltos". La donna, in preda alla disperazione, racconta dell'incontro col principe e del tentato stupro. Dopo pochi attimi di lucidità, l'istinto bestiale nella donna riprende il sopravvento e costringe Freud a copulare con lei. Freud tenta di resistere al richiamo di Fleur ma non ci riesce. Intanto, Leonore e Eli entrano in casa e, per quanto Freud tentasse di tenere ferma e zitta Fleur, vengono scoperti. Eli reagisce male alla vista dei due amanti. Freud si giustifica dicendo che sta tentando di aiutarla a livello medico ma Eli ironizza sui suoi metodi. I due arrivano a scontrarsi fisicamente ma vengono divisi da Leonore. Fleur, approfittando del trambusto, scappa. Kiss viene assalito in casa da due sgherri di Konrad che uccide e, di comune accordo con l'amico Poschacher, decide di fare a pezzi i cadaveri e gettarli nel fiume. Il principe Rudolf è sotto l'effetto dell'ipnosi manipolatoria di Fleur, secondo i piani di Sophia. Durante una riunione col padre, l'imperatore Francesco Giuseppe, propone di accogliere, al Ballo del Popolo, gli Szápárys. L'imperatore reagisce male e gli ricorda l'odio che scorre fra Ungheria ed Austria rifiutando la sua proposta. In sogno, tuttavia, Rudolf riceve la visita della madre, frutto dell'ipnosi, che gli consiglia di seguire il suo cuore e non gli ordini del padre. Fleur torna nella sua camera e si rade le sopracciglia. Sophia e Viktor la raggiungono e rimangono sconcertati dal suo aspetto rendendosi conto che non è più Fleur ma Táltos. Breuer rimprovera Freud per essersi lasciato sedurre da una paziente. Con fare paterno, lo esorta ad allontanare Fleur e gli dà i soldi sufficienti per pagare l'affitto e sopravvivere. Freud, ritornato a casa, ripensa alla notte passata con Fleur ed individua, in un libro sul simbolismo, il simbolo trovato a casa di Leopold mentre, in un libro di fiabe, legge “La Nascita di Táltos”. Le riflessioni vengono interrotte dal suono di un pianoforte proveniente dall'appartamento vicino. Freud tenta di protestare bussando alla porta ma non riceve risposta. Leonore gli rivela che l'appartamento è vuoto da molti anni e per convincerlo lo fa entrare. L'appartamento, infatti, è dimesso. Freud vede il pianoforte e Leonore spiega che il precedente proprietario era un musicista che fu coinvolto nel grande incendio del Ringtheater, sulle cui rovine sorge il palazzo. Non riuscendo a superare la perdita di amici e famigliari, morti nell'incendio, il musicista si tolse la vita. Le varie pedine del diabolico piano degli Szápárys, manipolate con l'ipnosi, si riuniscono in un luogo sotterraneo per partecipare ad un rito iniziatico guidato da Fleur sotto il simbolo di Táltos. Durante il rito, Fleur rivive l'assalto al villaggio. Vede i soldati austriaci inseguirla fino al nascondiglio dove si era accucciata per sfuggirgli. Mentre i soldati sono pronti per ucciderla, Fleur bambina alza la mano e li soggioga, costringendoli ad uccidersi fra loro. Freud raggiunge il luogo del raduno ma non trova più nessuno. Il simbolo sulla parete è, ormai, una macchia di sangue sbiadita.

## Regressione
- Titolo originale: Regression
- Diretto da: Marvin Kren
- Scritto da: Stefan Brunner, Benjamin Hessler, Marvin Kren
- Durata: 49 minuti

### Trama
Poschacher, vestito da San Nicola, porta i regali alle nipoti di Kiss. Il lieto quadretto domestico viene interrotto da un'inquietante apparizione. Kiss vede se stesso, con gli occhi neri anziché azzurri, avvicinarsi minacciosamente alle bambine e ruggire in maniera bestiale. L'ispettore, improvvisamente, si risveglia dall'incubo. L'apparizione è scomparsa e le bambine stanno dormendo pacatamente. Leonore entra nell'appartamento di Freud e non lo trova. Intuisce che si trova nell'appartamento del musicista. Infatti, il giovane neurologo ha passato la notte al pianoforte cercando una soluzione all'enigma del simbolo e del mito di Táltos. Leonore tenta di convincere Freud ad abbandonare la ricerca ma Freud, in stato allucinato, non sembra ascoltarla. La donna rivela che il musicista era ricoverato nell'ospedale psichiatrico di Vienna dove si è impiccato. La governante, inoltre, sostiene che il palazzo sia maledetto perché edificato sui cadaveri e le macerie del Ringtheater. Un messo avverte Viktor che il principe Rudolf lo attende a palazzo. Il conte si reca dal principe e, dall'atteggiamento sconnesso, comprende che Fleur è riuscita a suggestionarlo con l'ipnosi. Rudolf gli dà il benvenuto a corte invitandolo al Ballo del Popolo. Kiss va a trovare Konrad con l'intento di ucciderlo, intuendo che dietro l'assalto dei due uomini c’è il suo zampino. Konrad viene difeso dalla moglie che, attirando l'attenzione del vicinato, costringe Kiss a desistere. Successivamente, Riedl va all'osteria di Konrad per accertarsi che abbia portato a termine la missione. Konrad gli rivela che due suoi uomini sono stati uccisi da Kiss e che presto toccherà anche a lui. Riedl dà in escandescenze e uccide Konrad dopo una breve colluttazione. Subito dopo, Kiss arriva all'osteria e chiede spiegazioni alla moglie di Konrad. La donna descrive l'assassino che Kiss non fatica a riconoscere in Riedl. Con tale testimonianza, vanno in caserma per denunciare Riedl ma Oskar, il superiore di Kiss, si rifiuta di mandare avanti il procedimento per via della posizione di Riedl. Tuttavia, Kiss e Poschacher riescono a strappargli la promessa che convocherà il tenente e si accerterà della presenza di una ferita sotto l'elmetto che Konrad, durante la colluttazione, ha causato all'assassino, strappandogli delle ciocche di capelli. Kiss si reca dal feldmaresciallo Franz von Lichtenberg infierendo sulla presunta colpevolezza del figlio defunto. Quindi, avverte Riedl che è convocato in caserma per un interrogatorio in merito alla morte di Konrad. All'ospedale psichiatrico, Freud chiede informazioni su Karol Spielmann, il musicista suicida, all'infermiera che si prende cura di Clara. La donna rivela che Karol era convinto di aver causato l'incendio, rimandando Freud a Meynert per maggiori informazioni, in quanto il direttore era il medico curante del musicista. Freud raggiunge Meynert nelle prigioni dell'ospedale ma il direttore non sembra interessato al caso del musicista. Maynert avverte Freud della presenza di una nuova paziente, Fleur, ricoverata dagli Szápáry perché ormai incontrollabile. Alla vista di Fleur, imprigionata in un marchingegno da tortura, Freud tenta di liberarla contro la volontà di Meynert. Intanto, Sophia e Viktor raggiungono le prigioni ed intimano al direttore di liberarsi di Freud perché pazzo e pericoloso. Freud reagisce in maniera incontrollata costringendo Meynert a licenziarlo e a chiamare le guardie che lo conducono, con la minaccia dell'arresto e del ricovero forzato, fuori dall'ospedale. Sophia osserva Fleur imprigionata nel marchingegno e, apparentemente, sembra pentita del dolore arrecatole. In un veloce ricordo, rivive il momento in cui la ritrovò, sola e spaventata, nel villaggio depredato dagli austriaci, intenta ad usare i suoi poteri. Freud chiede aiuto a Breuer per liberare Fleur dalla prigione ma l'amico rifiuta ricordando il caso di Bertha Pappenheim a causa della quale, in passato, aveva rischiato la carriera. Freud, a questo punto, chiama Arthur e gli propone un piano: intrufolarsi nell'ospedale e liberare Fleur. Il piano va a buon fine.

## Catarsi
- Titolo originale: Katharsis
- Diretto da: Marvin Kren
- Scritto da: Stefan Brunner, Benjamin Hessler, Marvin Kren
- Durata: 44 minuti

### Trama
Sophia è amareggiata per il destino di Fleur ma Viktor la tranquillizza ricordandole la loro unica ragione di vita: liberare l'Ungheria dal giogo dell'Austria. Freud e Leonore si interrogano sullo stato di Fleur. La medium, infatti, è priva di sensi. Meynart e Breuer si recano a casa di Freud, sospettando che dietro l'evasione di Fleur ci fosse lui. Con l'aiuto di Leonore, Freud si nasconde con la fuggitiva nell'appartamento vuoto del musicista. I due medici chiedono a Leonore dove si trovi Freud e la governante mente inventando una scusa. Intanto, Fleur si risveglia ed inizia a lamentarsi. Nel delirio, vede il fantasma di Karol che suona il piano. Il musicista, deturpato dalle bruciature dell'incendio, confessa la sua colpevolezza alla medium. Freud non sembra vederlo. Fleur non resiste alla visione ed urla. Le urla vengono sentite da Meynart e Breuer che si insospettiscono. Leonore, per giustificarle, inventa che una presunta attrice di un appartamento vicino è solita esercitare la voce con gorgheggi rumorosi. I due medici sembrano persuadersi ed abbandonano la casa. Riedl si presenta in caserma per l'interrogatorio. Oskar nota la mancanza della ciocca di capelli ed intuisce che Kiss aveva ragione. Tuttavia, il tenente, senza alludere all'omicidio di Konrad, corrompe Oskar promuovendolo al titolo di colonnello per volere del feldmaresciallo Franz von Lichtenberg. Leonore raggiunge Kiss in caserma per chiedergli aiuto a nome di Freud. Kiss si rifiuta perché assorbito dall'interrogatorio di Riedl, ancora rinchiuso nell'ufficio del superiore. Improvvisamente, Oskar esce dall'ufficio ed avverte Kiss che è in arresto per l'omicidio di Konrad e Georg. Kiss, messo alle strette, scappa prendendo Leonore come ostaggio. Poschacher fa da schermo brandendo due pistole. Riedl avverte il feldmaresciallo che Kiss è scappato. Franz von Lichtenberg minaccia che se non lo troverà entro la notte, non avrà più bisogno di lui. Alla domanda se Georg fosse colpevole della morte di Steffi, Riedl non risponde. Il feldmaresciallo, perciò, ispeziona la stanza in cui il figlio ha vissuto per due anni. Nella stufa, trova l'uniforme sporca di sangue e il pugnale, prove inequivocabili della colpevolezza di Georg. Ritenendolo colpevole, decide di bruciare la bara contenente il corpo del figlio e le prove, senza un normale rito funebre. Sophia e Viktor concludono il rituale per seminare caos nell'impero sotterrando alcuni oggetti magici. Freud aggiorna Kiss e Poschacher della fuga di Fleur e delle ultime scoperte su Táltos. Fleur, nel sonno, inizia ad intonare una melodia ipnotizzante che assopisce tutti i presenti. Freud si ritrova intrappolato in un delirio onirico in cui vede la fidanzata Martha, la madre, il padre, Meynart e Breuer che lo rimproverano e, naturalmente, Fleur. In una scena successiva, trova Fleur adulta accucciata in un nascondiglio nel villaggio depredato dagli austriaci della sua infanzia. Utilizzando le parole, come se fosse sotto ipnosi, la convince che la bambina, Fleur e Táltos sono la stessa persona e che non ha più bisogno di dividersi in varie coscienze. Le parole sembrano funzionare. Fleur si risveglia dalla catatonia con la sua personalità consueta ma, improvvisamente, ha una visione in cui vede l'imperatore morire. Poschacher e Leonore sono gli unici a non avere un delirio onirico. Il poliziotto, risvegliatosi, si mette alla ricerca di Kiss, trovandolo all'entrata del palazzo con un cadavere fra le braccia. Kiss si rende conto di aver ucciso, nel delirio onirico, Caspari e non il suo doppio malvagio. Sophia e Viktor si dirigono al palazzo imperiale per il Ballo del Popolo.

## Rimozione
- Titolo originale: Verdrängung
- Diretto da: Marvin Kren
- Scritto da: Stefan Brunner, Benjamin Hessler, Marvin Kren
- Durata: 53 minuti

### Trama
Fleur spiega il piano degli Szápáry appreso tramite la visione. L'ispettore reagisce male, incolpandola di tutto. Il feldmaresciallo Franz von Lichtenberg, insieme a Riedl ed alcuni soldati, raggiunge l'appartamento di Freud, intenzionato ad arrestare Kiss, il quale si costituisce, avvertendoli che l'imperatore è sotto attacco nemico. Sophia e Viktor sono al Ballo del Popolo in presenza dell'imperatore e del principe. Sussurrando la parola d’ordine alle orecchie delle pedine, scatenano la loro furia omicida contro i presenti. L'imperatore riesce a fuggire insieme al figlio. Sophia, appena in tempo, riesce ad attivare il Táltos in Rudolf che, sotto ipnosi, insegue il padre con l'intento di ucciderlo. Il feldmaresciallo arriva a palazzo insieme a Fleur che, utilizzando i suoi poteri, disattiva le pedine, interrompendo la carneficina. Sophia e Viktor, ormai impossibilitati a fuggire, vengono giustiziati sul posto senza che Fleur intervenga per salvarli. Freud, Kiss e Poschacher inseguono Rudolf nel labirinto di siepi del giardino del palazzo per scongiurare l'assassinio dell'imperatore. Freud consiglia all'imperatore di pronunciare in ungherese la parola d’ordine per disattivare la furia omicida del figlio. In un primo momento, l'imperatore non segue il consiglio di Freud, intentando un duello con Rudolf. Poi si convince a provare, riuscendo a sedarlo. Fleur, intanto, è sparita. Freud ritorna all'appartamento per cercarla, sebbene risulti infruttuoso. Ad attenderlo c’è Martha, la sua fidanzata. Rassegnato alla perdita di Fleur, Freud si dedica alla stesura di un trattato sull'ipnosi, “Il Potere dell’Ipnosi”, che riporta il caso di Fleur e i poteri straordinari della nuova tecnica. Martha legge il trattato e ne rimane piacevolmente stupita, redendosi conto che potrebbe essere la scoperta che renderà celebre il fidanzato. Freud, tuttavia, le rivela che, nel trattato, non ha riportato tutti i dettagli della sua relazione con Fleur. Martha intuisce il tradimento, ma non vuole dargli peso tanto che, mostrando una lettera della madre, comunica a Freud il prossimo matrimonio. Le guardie imperiali chiedono a Freud di recarsi a palazzo. Una volta arrivato, Freud scopre che la suggestione di Rudolf è ancora attiva e che una guardia è costretta a ripetere continuamente la parola d’ordine per tenere sopiti i demoni inconsci risvegliati dagli Szápáry. Il feldmaresciallo gli chiede di risolvere la questione. Freud propone una seduta di ipnosi dinanzi all'imperatore. Durante la seduta, Rudolf racconta della sua infanzia di solitudine e sofferenza. Il racconto commuove il padre. L'imperatore e il feldmaresciallo convocano Freud nella sala delle riunioni del palazzo. L'imperatore chiede a Freud di insabbiare la situazione e di dimenticarla per sempre, imponendogli la distruzione del trattato sull'ipnosi con la promessa del suo reintegro all'ospedale psichiatrico e del pagamento, per un anno, dell'affitto. Freud si oppone, ribadendo la sua volontà di rivelare al mondo le sue straordinarie scoperte. Il feldmaresciallo, a quel punto, minaccia di colpire la famiglia di Freud se avesse rifiutato la loro offerta. Oskar si complimenta con Kiss della promozione a ispettore distrettuale come premio per aver sventato l'attentato contro l'imperatore. Kiss lo uccide, punendo il precedente atteggiamento corrotto del superiore. Martha, durante una cena con la famiglia di Freud, comunica il prossimo matrimonio. Kiss va a trovare Freud durante la notte. Dopo un breve aggiornamento sulle promesse imperiali per tenere la bocca chiusa, Freud brucia il trattato sull'ipnosi. Kiss gli rivela che non accetterà la promozione ma andrà incontro all'opzione alternativa, la morte. Riedl tenta nuovamente di uccidere Kiss ma l'ispettore, questa volta, ha la meglio. Dopo avergli sparato con la sua stessa pistola, scompare nelle fogne di Vienna ruggendo come il doppio malvagio delle sue allucinazioni. Freud si reca all'ospedale psichiatrico per dare le dimissioni, giustificandole col fatto che le sue tecniche innovative si sono rilevate inefficaci e, in alcuni casi, pericolose. Di ritorno, incontra Fleur in una carrozza. La donna comunica a Freud che ha ormai acquisito il controllo delle personalità per merito delle sue tecniche innovative. Quindi chiede a Freud di dichiarare ufficialmente conclusa la terapia. A casa, Martha avverte Freud che un paziente lo attende per iniziare la sua terapia sperimentale. Freud è nervoso ma allo stesso tempo entusiasta e si prepara ad accoglierlo.